# Abbaye de la Croix-Saint-Leufroy
L'abbaye de la Croix-Saint-Leufroy, initialement nommée abbaye de la Croix-Saint-Ouen à l'époque carolingienne,, est une ancienne abbaye bénédictine fondée en 694 par saint Leufroy et se trouvant sur le territoire communal de La Croix-Saint-Leufroy, dans le département de l'Eure, en région Normandie.

## Histoire
La fondation de cette abbaye suit celles de Saint-Wandrille et de Jumièges, à quelque cinquante ans d'écart.
Saint Ouen (24 août), au cours d'une visite de son diocèse, vit un merveilleux météore de lumière en forme de croix. Il traça la figure sur la terre et y laissa quelques reliques. Cette croix fut l'objet de dévotions par la population. Saint Leufroy y établit un monastère dédié à la Sainte Croix (14 septembre). C'est pourquoi le monastère s'est appelé initialement La Croix Saint-Ouen. Dans la Vita de Sancti Leutfredi écrite vers 738, elle est dite abbaye du comté de Madrie en Neustrie (Abbatis Madriacencis in Neustria). Elle prit par la suite le nom de son fondateur (St. Leufroy 21 juin).
Elle est désertée pendant les invasions normandes et, en 892, les moines se réfugient à l'abbaye de Saint-Germain-des-Prés après un incendie accidentel qui en endommage l'intérieur. Le monastère pré-normand sera par la suite refondé, vers 1060.
Le 15 mai 1364, les troupes de Bertrand Du Guesclin s'y installent, à la veille de la bataille de Cocherel.
L'abbé Claude de Baudry fait parler de La Croix en 1667 en remportant le 4 octobre un procès qui l'oppose au seigneur laïc local, de la famille Langlois de Colmoulins (voir château de Courtmoulin de Sainte-Barbe-sur-Gaillon).
Elle est mise en commende au XVIIe siècle et supprimée en 1751, tandis que la grande majorité des bâtiments sont détruits. Une partie des pierres sont marquées et réutilisées pour la construction de plusieurs chapelles alentour.
Ses archives sont préservées de justesse grâce à une intervention épiscopale puis transférées au séminaire d’Évreux en mars 1739, puis aux archives du district d'Évreux en juin 1791 lors de sa vente comme bien national.
Les vestiges de l'abbaye sont inscrits au titre des monuments historiques par arrêté du 3 mai 2005.

## Personnalités liées à l'abbaye

### Liste des abbés
1. Leufroy d'Évreux (vers 690-738[1]), fondateur de l'abbaye
2. Agofroy († v. 745), frère de Leufroy
3. Barsenor
4. Albéric, moine de Saint-Ouen de Rouen
5. Odilon, moine de Saint-Ouen de Rouen
6. Richard Ier
7. Guillaume, moine de Saint-Ouen de Rouen
8. Henri, moine de Saint-Ouen de Rouen
9. Garnier, moine de La Croix-Saint-Leufroy
10. Roger, moine de La Croix-Saint-Leufroy
11. Raoul, moine de La Croix-Saint-Leufroy
12. Silvestre
13. Gautier de Saint-Paul
14. Richard II d'Amfreville, moine de La Croix-Saint-Leufroy
15. Geoffroy
16. Guillaume
17. Helton de la Croix[9]
18. Raoul
19. Guillaume
20. Pierre d'Estrée
21. Guillaume d'Aguerni
22. Jean de Mortemer
23. Pierre le Relieur
24. Jean († 1356)
25. Jean († 1369)
26. Pierre, prieur de Sailly
27. Guillaume Semaisnon
28. Nicolas Loquet
29. Jean
30. Nicolas Le Roux, moine de Jumièges et prieur de Jouy, 59e abbé de Jumièges (1418-1431)
31. Guillaume le Goys
32. Guillaume du Montier
33. Jean du Chemin
34. Huillaume d'Aupégart
35. Jean Douté
36. Étienne Passart
37. Simon Passart († 1505)
38. Richard le Mercier, profès de La Croix-Saint-Leufroy
39. Jean de la Mothe († 1527)
40. Nicolas Hebert, profès de La Croix-Saint-Leufroy
41. Christophe de Tilly
42. Jacques le Sueur († 1588), profès de La Croix-Saint-Leufroy
43. Joachim Roussel / Jacques Hersent
44. Claude de Mailloc († 1612)
45. Claude de Baudry de Piencourt († 1669), neveu du précédent, moine bénédictin
46. François-Placide de Baudry de Piencourt, neveu du précédent, prieur de Saint-Rémy de Bézu-le-Long[10], devient évêque de Mende (1677-1707), dernier abbé régulier de La Croix-Saint-Leufroy
Abbés commendataires :
47. Paul Pellotefn|41e selon Charpillon. († 26 janvier 1726)
48. mars 1726 : Louis-Guillaume de Mathan († 4 novembre 1769)
49. 1770 : Louis-Étienne de Foy, dernier abbé de La Croix-Saint-Leufroy; il fut abbé de Saint-Martin de Séez, abbé de la Garde-Dieu

### Autres personnalités
- Thuriaf (-749), évêque de Dol
- Guitmond (-1094), évêque d'Aversa, théologien